# Weißenberg
Weißenberg (hornolužickosrbsky Wóspork) je město v německé spolkové zemi Sasko. Nachází se v zemském okrese Budyšín v Horní Lužici. V samotném městě žije přibližně 1000 obyvatel, celkem s přilehlými městskými částmi má přibližně 3 100 obyvatel.

## Správní členění
Weißenberg se dělí na 16 místních částí:
- Belgern (Běła Hora)
- Cortnitz (Chortnica)
- Drehsa (Droždźij)
- Gröditz (Hrodźišćo)
- Grube (Jama)
- Kotitz (Kotecy)
- Lauske (Łusk)
- Maltitz (Malećicy)
- Nechern (Njechorń)
- Nostitz (Nosaćicy)
- Särka (Žarki)
- Spittel (Špikały)
- Weicha (Wichowy)
- Weißenberg (Wóspork)
- Wuischke (Wuježk)
- Wurschen (Worcyn)

## Obyvatelstvo
Weißenberg náleží k lužickosrbské oblasti osídlení.